# Henry Grimes
Henry Grimes (Filadelfia, 3 de noviembre de 1935-Harlem, 15 de abril de 2020) fue un contrabajista, violinista y poeta estadounidense de jazz. 
Después de más de una década de actividad y rendimiento, especialmente como bajista líder en el jazz libre, desapareció por completo de la escena musical en 1970. A menudo se suponía que Grimes había muerto, pero fue redescubierto en 2002 y volvió a actuar. 

## Biografía

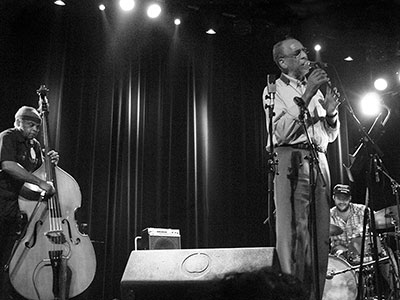
Henry Grimes, John Tchicai y Kresten Osgood.

Henry Grimes nació en Filadelfia. Comenzó a tocar violín a los doce años y a continuación tuba, corno inglés, percusión y finalmente el contrabajo en la escuela secundaria. Prosiguió sus estudios musicales en Juilliard y estableció una reputación como bajista versátil a mediados de la década de 1950. Grabó o actuó con los saxofonistas Gerry Mulligan, Sonny Rollins, el pianista Thelonious Monk, la cantante Anita O'Day, el clarinetista Benny Goodman y muchos otros. En un momento en que el bajista Charles Mingus estaba experimentando con un segundo bajista en su banda, Grimes era la persona que seleccionó para el trabajo. Una de sus primeras apariciones en el cine se captura en el documental de Bert Stern en el Newport Jazz Festival de 1958, Jazz on a Summer's Day. Tenía 22 años y, cuando se corrió la voz entre los músicos sobre su extraordinaria actuación, terminó tocando con seis grupos diferentes en el festival ese fin de semana: los de Benny Goodman, Lee Konitz, Thelonious Monk, Gerry Mulligan, Sonny Rollins y Tony Scott. Y aunque el nombre de Henry nunca apareció en el programa impreso del festival, el crítico del New York Times Bosley Crowther tomó nota del notable joven bajista y lo enumeró como uno de los principales actores del festival.
Poco a poco se interesó por el floreciente movimiento de jazz libre, Grimes actuó con la mayoría de los nombres importantes de la música, incluidos el pianista Cecil Taylor, el trompetista Don Cherry, los saxofonistas Steve Lacy, Pharoah Sanders, Archie Shepp y Albert Ayler. Lanzó un álbum, The Call, como líder del trío para el sello discográfico ESP-Disk en 1965. El álbum presenta a Perry Robinson en el clarinete y al baterista Tom Price, y se considera el álbum representativo de su carrera en ese momento. 

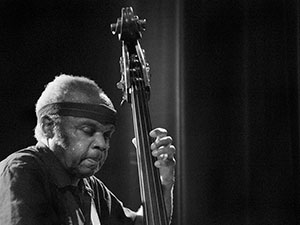
Henry Grimes.

A finales de la década de 1960, la carrera de Grimes se detuvo después de su mudanza a California. Se suponía que Grimes había fallecido y así fue citado en varias obras de referencia de jazz. Luego, Marshall Marrotte, trabajador social y fanático del jazz, se dispuso a descubrir el destino de Grimes de una vez por todas. En 2002, encontró a Grimes vivo pero casi desamparado, sin un bajo para tocar, alquilando un pequeño departamento en Los Ángeles, escribiendo poesía y haciendo todo tipo de trabajos para mantenerse. Había perdido el contacto con el mundo del jazz y no sabía que Albert Ayler había muerto en 1970, pero estaba ansioso por volver a tocar.
Se corrió la voz del regreso de Grimes, y algunos músicos y fanáticos ofrecieron su ayuda. El bajista William Parker donó un bajo (apodado "Aceite de oliva" por su distintivo color verdoso) y con la ayuda de David Gage lo envió desde Nueva York a Los Ángeles, y otros ayudaron con los gastos de viaje y la organización de actuaciones. El regreso de Grimes apareció en The New York Times y en National Public Radio. Se planea una película documental y Northway Books publicó en Londres una biografía, Music to Silence to Music, en 2015. 
Henry Grimes compensó el tiempo perdido: en 2003 actuó en más de dos docenas de festivales de música u otras apariciones. Recibió la bienvenida de un héroe que regresó en el Vision Festival, orientado al jazz gratuito, y comenzó a enseñar lecciones y talleres para bajistas. Su aparición en noviembre de 2003 en el Nile River Suite del trompetista Dennis González fue la segunda grabación del bajista en más de 35 años, siendo la primera una grabación de JazzNewYork de un concierto en solitario que tocó en el aire desde los estudios de WKCR-FM en Universidad de Columbia en Nueva York a las pocas semanas de su regreso a Nueva York. En 2004 grabó como líder con David Murray y Hamid Drake; y en 2005 con el guitarrista Marc Ribot, quien también escribió una introducción al primer libro de Grimes, Signs Along the Road, publicado en marzo de 2007 por Buddy's knife jazzedition en Colonia, Alemania, una colección de poesía de Grimes en la que presenta su selección de entradas de miles de páginas de sus escritos durante los largos años que no estaba tocando música. También en 2007, grabó con el baterista Rashied Ali, con quien ha tocado media docena de conciertos en dúo y un trío con Marilyn Crispell, y en 2008 con Paul Dunmall y Andrew Cyrille, un trío colíder llamado Profound Sound Trio, entre otros. Desde su regreso en 2003, ha tocado en muchos lugares de Nueva York y en giras por los Estados Unidos, Canadá y 30 países de Europa, el Lejano Oriente y Brasil; A menudo trabajando como líder, ha estado haciendo música con Rashied Ali, Marshall Allen, Fred Anderson, Marilyn Crispell, Ted Curson, Andrew Cyrille, Bill Dixon, Dave Douglas, Andrew Lamb, Joe Lovano, Roscoe Mitchell, William Parker, High Sacerdote (del Consorcio Anti-Pop), Roscoe Mitchell, Wadada Leo Smith, Cecil Taylor (con quien Grimes volvió a tocar en octubre de 2006 después de 40 años), John Tchicai y muchos otros. En 2011, el Chelsea Art Museum organizó una recreación de la actuación Black Zero, un evento creado en la década de 1960 por el pionero artista de medios Aldo Tambellini. Tambellini realizó la pieza multimedia en varias ocasiones entre 1965 y 1968, a menudo en colaboración con músicos de jazz como Bill Dixon y Cecil McBee. La actuación en el Chelsea Art Museum fue producida por el artista conceptual suizo Christoph Draeger, quien invitó a Grimes a unirse. Grimes tocó con Ben Morea, acompañando proyecciones simultáneas de diapositivas y películas de Aldo Tambellini y grabaciones sonoras de la poesía radical del difunto Calvin Hernton. En total, entre el regreso de Henry Grimes al mundo de la música en 2003 y su 80.º año, 2016, ha tocado en más de 640 conciertos, incluidos muchos festivales, en 30 países. 
En sus últimos años, también llevó a cabo una serie de residencias y ofreció talleres y clases magistrales en los principales campus, incluidos City College de Nueva York, Berklee College of Music, Hamilton College, New England Conservatory, la Universidad de Illinois, la Universidad de Míchigan. en Ann Arbor, la Universidad de Gloucestershire en Cheltenham, Humber College y más. Ha lanzado o tocado en una docena de nuevas grabaciones, hizo su debut profesional con un segundo instrumento (el violín) al lado de Cecil Taylor en el Lincoln Center a la edad de 70 años, y ha estado creando ilustraciones para acompañar sus nuevas grabaciones y publicaciones. Ha recibido muchos honores en los últimos años, incluidas cuatro becas Meet the Composer. Se puede escuchar al Sr. Grimes en casi 90 grabaciones en varios sellos, incluyendo Atlantic, Ayler Records, Blue Note, Columbia, ESP-Disk, ILK Music, Impulse!, JazzNewYork Productions, Pi Recordings, Porter Records, Prestige, Riverside y Verve. Henry Grimes era residente de la ciudad de Nueva York y tenía una apretada agenda de actuaciones, clínicas y giras internacionales. 
El 7 de junio de 2016, recibió el premio Lifetime Achievement Award del Arts for Art / Vision Festival el día de la inauguración en Judson Memorial Church en la ciudad de Nueva York. 
Grimes murió el 15 de abril de 2020, a la edad de 84 años por complicaciones de COVID-19. Su fecha de muerte y causa fueron confirmadas por su esposa a la Jazz Foundation of America.

## Discografía

### Como líder
- 1965: The Call (ESP-Disk)
- 2005: Live at the Kerava Jazz Festival (Ayler Records)
- 2008: Going to the Ritual (with Rashied Ali, Porter Records)
- 2008: Profound Sound Trio:  Opus de Life (with Paul Dunmall and Andrew Cyrille, Porter Records)
- 2009: Solo (ILK Music)
- 2010: Spirits Aloft (with Rashied Ali, Porter Records)
- 2014: The Tone of Wonder (solo, doublebass and violin, Uncool Edition)

### Como acompañante
con Mose Allison
- I Love the Life I Live (Columbia, 1960)

con Albert Ayler
- Spirits (Debut, 1964)
- Swing Low Sweet Spiritual (Osmosis, 1965 [1971])
- Spirits Rejoice (ESP, 1965)
- Live Greenwich Village Sessions (Impulse!)

Con Bill Barron
- West Side Story Bossa Nova (Dauntless, 1963)

con Roy Burns
- Skin Burns (Roulette)

con Don Cherry
- Complete Communion (Blue Note)
- Symphony for Improvisers (Blue Note)
- Where Is Brooklyn? (Blue Note)

con Andrew Cyrille y Paul Dunmall - Profound Sound Trio
- Opus De Life (Porter Records)

con Walt Dickerson
- Jazz Impressions of Lawrence of Arabia (Dauntless, 1963)

con Shafi Hadi
- Debut Rarities, vol. 3 (grabado en 1957, NYC, por el sexteto de Shafi Hadi;[8] lanzado como CD original de Jazz Classics OJCCD-1821-2 en 1993)

con Roy Haynes
- Out of the Afternoon  (Impulse!)

con Lee Konitz
- Tranquility (Verve, 1957)

con Rolf Kühn
- Be My Guest (Panorama)

con Carmen Leggio
- The Carmen Leggio Group (Jazz Unlimited)

Con Gerry Mulligan
- The Gerry Mulligan Songbook (World Pacific, 1957)
- Reunion with Chet Baker (World Pacific, 1957) - con Chet Baker
- Annie Ross Sings a Song with Mulligan! (World Pacific, 1957) - con Annie Ross

con William Parker
- Requiem (Splasc(H), 2006) - con Charles Gayle

con Marc Ribot
- Spiritual Unity (Pi Recordings, 2005)
- Live at the Village Vanguard (Pi, 2014)

con Sonny Rollins
- Brass & Trio (1958)
- Sonny Meets Hawk! (1963)

con Pharoah Sanders
- Tauhid (Impulse! 1967)

con Shirley Scott
- Shirley Scott Plays Horace Silver (Prestige)

con Archie Shepp
- Further Fire Music (Impulse!)
- On This Night (Impulse!)

con Billy Taylor
- Uptown (Riverside, 1960)
- Warming Up! (Riverside, 1960)

con Cecil Taylor
- Into the Hot (Impulse! – emitido bajo el nombre de Gil Evans)
- Conquistador! (Blue Note)
- Unit Structures (Blue Note)

con Lennie Tristano
- Continuity (Jazz Records)

con McCoy Tyner
- Reaching Fourth (Impulse!)

## Libros
- Henry Grimes, signs along the road (buddy's knife jazzedition, 2007)